# K majáku

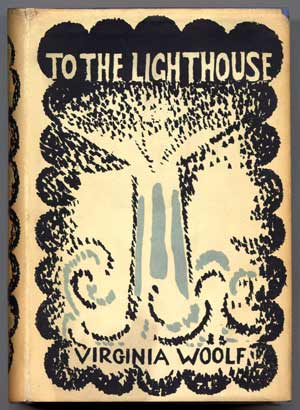
Woolfová, Virginia: To the Lighthouse. Hogarth Press, 1927. 1. vydání.

K majáku (To the Lighthouse) je román významné anglické spisovatelky Virginie Woolfové, která patřila do skupiny avantgardních umělců a intelektuálů Bloomsbury Group. Román je situovaný do Skotska, konkrétně na ostrov Skye, mezi roky 1910 až 1920. Hlavními postavami jsou rodina Ramsayových, jejich známí a návštěvníci jejich domu. Kniha je rozdělena do tří částí: Okno, Čas běží a Maják a hned několik částí je silně autobiografických. Celou knihu provází vnitřní dialogy a proud myšlenek, které jsou literárním pojetím psychoanalýzy Sigmunda Freuda.[zdroj?]
Zápletka knihy je vedlejší ve srovnání s její filosofickou introspekcí. Román obsahuje jen několik dialogů, málo přímé akce a většinu knihy tvoří myšlenky postav a jejich postřehy, vnitřní emoce a pocity. V roce 2005 zařadil magazín Time román mezi sto nejlepších anglicky napsaných románů od roku 1923.